# Kurzbahneuropameisterschaften 2021
| Kurzbahneuropameisterschaften 2021 | Kurzbahneuropameisterschaften 2021 |
| ---------------------------------- | ---------------------------------- |
|                                    |                                    |
| Veranstaltungsort                  | Kasan                              |
| Entscheidungen                     | 42                                 |
| Eröffnung                          | 2. November 2021                   |
| Abschluss                          | 7. November 2021                   |
| Chronik                            |                                    |
| ← Kurzbahn-EM 2019                 | Kurzbahn-EM 2023 →                 |

| Medaillenspiegel (Endstand nach 42 Entscheidungen) | Medaillenspiegel (Endstand nach 42 Entscheidungen) | Medaillenspiegel (Endstand nach 42 Entscheidungen) | Medaillenspiegel (Endstand nach 42 Entscheidungen) | Medaillenspiegel (Endstand nach 42 Entscheidungen) | Medaillenspiegel (Endstand nach 42 Entscheidungen) |
| Platz                                              | Land                                               | G                                                  | S                                                  | B                                                  | Gesamt                                             |
| -------------------------------------------------- | -------------------------------------------------- | -------------------------------------------------- | -------------------------------------------------- | -------------------------------------------------- | -------------------------------------------------- |
| 1                                                  | Russland                                           | 11                                                 | 5                                                  | 8                                                  | 24                                                 |
| 2                                                  | Niederlande                                        | 8                                                  | 5                                                  | 5                                                  | 18                                                 |
| 3                                                  | Italien                                            | 7                                                  | 18                                                 | 10                                                 | 35                                                 |
| 4                                                  | Schweden                                           | 4                                                  | 1                                                  | 1                                                  | 6                                                  |
| 5                                                  | Ungarn                                             | 3                                                  | 1                                                  | 1                                                  | 5                                                  |
| 6                                                  | Polen                                              | 2                                                  | 2                                                  | 4                                                  | 8                                                  |
| 7                                                  | Belarus                                            | 2                                                  | 2                                                  | 0                                                  | 4                                                  |
| 8                                                  | Griechenland                                       | 1                                                  | 2                                                  | 2                                                  | 5                                                  |
| 9                                                  | Deutschland                                        | 1                                                  | 1                                                  | 4                                                  | 6                                                  |
| 10                                                 | Rumänien                                           | 1                                                  | 1                                                  | 1                                                  | 3                                                  |
| 10                                                 | Türkei                                             | 1                                                  | 1                                                  | 1                                                  | 3                                                  |
| 12                                                 | Israel                                             | 1                                                  | 0                                                  | 0                                                  | 1                                                  |
| 13                                                 | Frankreich                                         | 0                                                  | 1                                                  | 1                                                  | 2                                                  |
| 14                                                 | Tschechien                                         | 0                                                  | 1                                                  | 0                                                  | 1                                                  |
| 14                                                 | Dänemark                                           | 0                                                  | 1                                                  | 1                                                  | 1                                                  |
| 14                                                 | Estland                                            | 0                                                  | 1                                                  | 0                                                  | 1                                                  |
| 14                                                 | Serbien                                            | 0                                                  | 1                                                  | 0                                                  | 1                                                  |
| 14                                                 | Schweiz                                            | 0                                                  | 1                                                  | 0                                                  | 1                                                  |
| 19                                                 | Österreich                                         | 0                                                  | 0                                                  | 2                                                  | 2                                                  |
| 20                                                 | Slowenien                                          | 0                                                  | 0                                                  | 1                                                  | 1                                                  |
| Gesamt                                             | Gesamt                                             | 42                                                 | 45                                                 | 41                                                 | 128                                                |

Die Kurzbahneuropameisterschaften 2021 im Schwimmen wurden vom 2. bis 7. November 2021 in der russischen Stadt Kasan ausgetragen. Der Wettbewerb wurde vom europäischen Schwimmverband LEN organisiert.

## Ergebnisse Männer

### Freistil
50 m Freistil
| Platz | Land | Athlet            | Zeit (s) |
| ----- | ---- | ----------------- | -------- |
| 1     | HUN  | Szebasztián Szabó | 20,72    |
| 2     | ITA  | Lorenzo Zazzeri   | 20,84    |
| 3     | POL  | Paweł Juraszek    | 20,95    |
| 3     | RUS  | Wladimir Morosow  | 20,95    |

100 m Freistil
| Platz | Land | Athlet             | Zeit (s) |
| ----- | ---- | ------------------ | -------- |
| 1     | RUS  | Kliment Kolesnikow | 45,58    |
| 2     | ITA  | Alessandro Miressi | 45,84    |
| 3     | RUS  | Wladislaw Grinew   | 46,06    |

200 m Freistil
| Platz | Land | Athlet          | Zeit (min) |
| ----- | ---- | --------------- | ---------- |
| 1     | ROU  | David Popovici  | 1:42,12    |
| 2     | NED  | Luc Kroon       | 1:42,20    |
| 3     | NED  | Stan Pijnenburg | 1:42,51    |

400 m Freistil
| Platz | Land | Athlet          | Zeit (min) |
| ----- | ---- | --------------- | ---------- |
| 1     | NED  | Luc Kroon       | 3:38,33    |
| 2     | ITA  | Matteo Ciampi   | 3:38,58    |
| 3     | ITA  | Marco De Tullio | 3:38,80    |

800 m Freistil
| Platz | Land | Athlet               | Zeit (min) |
| ----- | ---- | -------------------- | ---------- |
| 1     | ITA  | Gregorio Paltrinieri | 7:27,94 ER |
| 2     | GER  | Florian Wellbrock    | 7:27,99    |
| 3     | GER  | Sven Schwarz         | 7:33,85    |

1500 m Freistil
| Platz | Land | Athlet               | Zeit (min) |
| ----- | ---- | -------------------- | ---------- |
| 1     | GER  | Florian Wellbrock    | 14:09,88   |
| 2     | ITA  | Gregorio Paltrinieri | 14:13,07   |
| 3     | GER  | Sven Schwarz         | 14:26,24   |

### Schmetterling
50 m Schmetterling
| Platz | Land | Athlet            | Zeit (s) |
| ----- | ---- | ----------------- | -------- |
| 1     | HUN  | Szebasztián Szabó | 21,75 WR |
| 2     | ITA  | Matteo Rivolta    | 22,14    |
| 3     | ITA  | Thomas Ceccon     | 22,24    |

100 m Schmetterling
| Platz | Land | Athlet            | Zeit (s) |
| ----- | ---- | ----------------- | -------- |
| 1     | HUN  | Szebasztián Szabó | 49,68    |
| 2     | ITA  | Michele Lamberti  | 49,79    |
| 3     | POL  | Jakub Majerski    | 49,86    |

200 m Schmetterling
| Platz | Land | Athlet           | Zeit (min) |
| ----- | ---- | ---------------- | ---------- |
| 1     | ITA  | Alberto Razzetti | 1:50,24    |
| 2     | HUN  | Kristóf Milák    | 1:51,11    |
| 3     | RUS  | Jegor Pawlow     | 1:51,81    |

### Rücken
50 m Rücken
| Platz | Land | Athlet             | Zeit (s) |
| ----- | ---- | ------------------ | -------- |
| 1     | RUS  | Kliment Kolesnikow | 22,47 CR |
| 2     | ITA  | Michele Lamberti   | 22,65    |
| 3     | ROU  | Robert Glință      | 22,74    |

100 m Rücken
| Platz | Land | Athlet             | Zeit (s) |
| ----- | ---- | ------------------ | -------- |
| 1     | RUS  | Kliment Kolesnikow | 49,13    |
| 2     | ROU  | Robert Glință      | 49,31    |
| 3     | GRE  | Apostolos Christou | 49,87    |

200 m Rücken
| Platz | Land | Athlet           | Zeit (min) |
| ----- | ---- | ---------------- | ---------- |
| 1     | POL  | Radosław Kawęcki | 1:48,46    |
| 2     | ITA  | Lorenzo Mora     | 1:49,73    |
| 3     | ITA  | Michele Lamberti | 1:50,26    |

### Brust
50 m Brust
| Platz | Land | Athlet              | Zeit (s) |
| ----- | ---- | ------------------- | -------- |
| 1     | BLR  | Ilja Schymanowitsch | 25,25 WR |
| 2     | TUR  | Emre Sakçı          | 25,39    |
| 3     | ITA  | Nicolò Martinenghi  | 25,54    |

100 m Brust
| Platz | Land | Athlet              | Zeit (s) |
| ----- | ---- | ------------------- | -------- |
| 1     | ITA  | Nicolò Martinenghi  | 55,63    |
| 2     | BLR  | Ilja Schymanowitsch | 55,77    |
| 3     | NED  | Arno Kamminga       | 55,79    |

200 m Brust
| Platz | Land | Athlet              | Zeit (min) |
| ----- | ---- | ------------------- | ---------- |
| 1     | BLR  | Ilja Schymanowitsch | 2:01,73    |
| 2     | NED  | Arno Kamminga       | 2:01,74    |
| 3     | RUS  | Michail Dorinow     | 2:02,07    |

### Lagen
100 m Lagen
| Platz | Land | Athlet               | Zeit (s) |
| ----- | ---- | -------------------- | -------- |
| 1     | ITA  | Marco Orsi           | 50,95    |
| 2     | GRE  | Andreas Vazaios      | 51,72    |
| 3     | AUT  | Bernhard Reitshammer | 51,91    |

200 m Lagen
| Platz | Land | Athlet           | Zeit (min) |
| ----- | ---- | ---------------- | ---------- |
| 1     | GRE  | Andreas Vazaios  | 1:51,70    |
| 2     | ITA  | Thomas Ceccon    | 1:52,49    |
| 3     | ITA  | Alberto Razzetti | 1:52,75    |

400 m Lagen
| Platz | Land | Athlet           | Zeit (min) |
| ----- | ---- | ---------------- | ---------- |
| 1     | RUS  | Ilja Borodin     | 3:58,83    |
| 2     | ITA  | Alberto Razzetti | 4:00,34    |
| 3     | HUN  | Hubert Kós       | 4:03,16    |

### Staffeln
4 × 50 m Freistil
| Platz | Land | Athlet                                                                     | Zeit (min) |
| ----- | ---- | -------------------------------------------------------------------------- | ---------- |
| 1     | NED  | - Jesse Puts - Stan Pijnenburg - Kenzo Simons - Thom de Boer               | 1:22,89    |
| 2     | ITA  | - Alessandro Miressi - Thomas Ceccon - Lorenzo Zazzeri - Marco Orsi        | 1:22,92    |
| 3     | RUS  | - Wladimir Morosow - Wladislaw Grinew - Jewgeni Rylow - Kliment Kolesnikow | 1:23,35    |

4 × 50 m Lagen
| Platz | Land | Athlet                                                                   | Zeit (min) |
| ----- | ---- | ------------------------------------------------------------------------ | ---------- |
| 1     | ITA  | - Michele Lamberti - Nicolò Martinenghi - Marco Orsi - Lorenzo Zazzeri   | 1:30,14 WR |
| 2     | RUS  | - Kliment Kolesnikow - Oleg Kostin - Wladimir Morosow - Wladislaw Grinew | 1:30,79    |
| 3     | NED  | - Stan Pijnenburg - Arno Kamminga - Jesse Puts - Thom de Boer            | 1:32,16    |

## Ergebnisse Frauen

### Freistil
50 m Freistil
| Platz | Land | Athletin         | Zeit (s) |
| ----- | ---- | ---------------- | -------- |
| 1     | SWE  | Sarah Sjöström   | 23,12 CR |
| 2     | POL  | Katarzyna Wasick | 23,49    |
| 3     | RUS  | Marija Kamenewa  | 23,72    |

100 m Freistil
| Platz | Land | Athletin           | Zeit (s) |
| ----- | ---- | ------------------ | -------- |
| 1     | SWE  | Sarah Sjöström     | 51,26    |
| 2     | POL  | Katarzyna Wasick   | 51,58    |
| 3     | NED  | Marrit Steenbergen | 51,92    |

200 m Freistil
| Platz | Land | Athletin           | Zeit (min) |
| ----- | ---- | ------------------ | ---------- |
| 1     | NED  | Marrit Steenbergen | 1:52,75    |
| 2     | CZE  | Barbora Seemanová  | 1:53,58    |
| 3     | SLO  | Katja Fain         | 1:53,88    |

400 m Freistil
| Platz | Land | Athletin                    | Zeit (min) |
| ----- | ---- | --------------------------- | ---------- |
| 1     | RUS  | Anastassija Kirpitschnikowa | 3:59,18    |
| 2     | RUS  | Anna Jegorowa               | 4:00,52    |
| 3     | GER  | Isabel Marie Gose           | 4:01,37    |

800 m Freistil
| Platz | Land | Athletin                    | Zeit (min) |
| ----- | ---- | --------------------------- | ---------- |
| 1     | RUS  | Anastassija Kirpitschnikowa | 8:04,65    |
| 2     | ITA  | Simona Quadarella           | 8:10,54    |
| 3     | GER  | Isabel Marie Gose           | 8:10,60    |

1500 m Freistil
| Platz | Land | Athletin                    | Zeit (min)  |
| ----- | ---- | --------------------------- | ----------- |
| 1     | RUS  | Anastassija Kirpitschnikowa | 15:18,30 CR |
| 2     | ITA  | Simona Quadarella           | 15:34,16    |
| 3     | ITA  | Martina Caramignoli         | 15:37,33    |

### Schmetterling
50 m Schmetterling
| Platz | Land | Athletin         | Zeit (s) |
| ----- | ---- | ---------------- | -------- |
| 1     | SWE  | Sarah Sjöström   | 24,50 CR |
| 2     | NED  | Maaike de Waard  | 24,97    |
| 3     | ITA  | Silvia Di Pietro | 25,09    |
| 3     | GRE  | Anna Doudounaki  | 25,09    |

100 m Schmetterling
| Platz | Land | Athletin              | Zeit (s) |
| ----- | ---- | --------------------- | -------- |
| 1     | SWE  | Sarah Sjöström        | 55,84    |
| 2     | GRE  | Anna Doudounaki       | 56,35    |
| 2     | BLR  | Anastassija Schkurdaj | 56,35    |

200 m Schmetterling
| Platz | Land | Athletin              | Zeit (min) |
| ----- | ---- | --------------------- | ---------- |
| 1     | RUS  | Swetlana Tschimrowa   | 2:04,97    |
| 2     | DEN  | Helena Rosendahl Bach | 2:05,02    |
| 3     | ITA  | Ilaria Bianchi        | 2:05,43    |

### Rücken
50 m Rücken
| Platz | Land | Athletin        | Zeit (s) |
| ----- | ---- | --------------- | -------- |
| 1     | NED  | Kira Toussaint  | 25,79    |
| 2     | FRA  | Analia Pigrée   | 26,08    |
| 3     | NED  | Maaike de Waard | 26,11    |

100 m Rücken
| Platz | Land | Athletin        | Zeit (s) |
| ----- | ---- | --------------- | -------- |
| 1     | NED  | Kira Toussaint  | 55,76    |
| 2     | NED  | Maaike de Waard | 55,86    |
| 3     | FRA  | Analia Pigrée   | 56,40    |

200 m Rücken
| Platz | Land | Athletin            | Zeit (min) |
| ----- | ---- | ------------------- | ---------- |
| 1     | NED  | Kira Toussaint      | 2:01,26    |
| 2     | ITA  | Margherita Panziera | 2:02,05    |
| 3     | AUT  | Lena Grabowski      | 2:04,74    |

### Brust
50 m Brust
| Platz | Land | Athletin            | Zeit (s) |
| ----- | ---- | ------------------- | -------- |
| 1     | ITA  | Arianna Castiglioni | 29,66    |
| 2     | ITA  | Benedetta Pilato    | 29,75    |
| 3     | RUS  | Nika Godun          | 29,80    |

100 m Brust
| Platz | Land | Athletin              | Zeit (min) |
| ----- | ---- | --------------------- | ---------- |
| 1     | ITA  | Martina Carraro       | 1:04,01    |
| 2     | RUS  | Jewgenija Tschikunowa | 1:04,25    |
| 2     | EST  | Eneli Jefimova        | 1:04,25    |

200 m Brust
| Platz | Land | Athletin              | Zeit (min) |
| ----- | ---- | --------------------- | ---------- |
| 1     | RUS  | Jewgenija Tschikunowa | 2:16,88    |
| 2     | RUS  | Marija Temnikowa      | 2:18,45    |
| 3     | ITA  | Francesca Fangio      | 2:19,69    |

### Lagen
100 m Lagen
| Platz | Land | Athletin        | Zeit (s) |
| ----- | ---- | --------------- | -------- |
| 1     | POL  | Alicja Tchórz   | 57,82    |
| 2     | RUS  | Marija Kamenewa | 57,83    |
| 3     | SWE  | Sarah Sjöström  | 58,05    |

200 m Lagen
| Platz | Land | Athletin               | Zeit (min) |
| ----- | ---- | ---------------------- | ---------- |
| 1     | ISR  | Anastasia Gorbenko     | 2:05,17    |
| 2     | SUI  | Maria Ugolkova         | 2:06,41    |
| 3     | TUR  | Viktoriya Zeynep Güneş | 2:07,67    |

400 m Lagen
| Platz | Land | Athlet                 | Zeit (min) |
| ----- | ---- | ---------------------- | ---------- |
| 1     | TUR  | Viktoriya Zeynep Güneş | 4:30,45    |
| 2     | SRB  | Anja Crevar            | 4:30,47    |
| 2     | ITA  | Sara Franceschi        | 4:30,47    |

### Staffeln
4 × 50 m Freistil
| Platz | Land | Athletin                                                                       | Zeit (min) |
| ----- | ---- | ------------------------------------------------------------------------------ | ---------- |
| 1     | RUS  | - Rosalija Nasretdinowa - Arina Surkowa - Marija Kamenewa - Darja Klepikowa    | 1:34,92    |
| 2     | NED  | - Kim Busch - Maaike de Waard - Kira Toussaint - Valerie van Roon              | 1:35,47    |
| 3     | POL  | - Katarzyna Wasick - Kornelia Fiedkiewicz - Dominika Sztandera - Alicja Tchórz | 1:35,94    |

4 × 50 m Lagen
| Platz | Land | Athletin                                                                  | Zeit (min) |
| ----- | ---- | ------------------------------------------------------------------------- | ---------- |
| 1     | RUS  | - Marija Kamenewa - Nika Godun - Arina Surkowa - Darja Klepikowa          | 1:44,19    |
| 2     | SWE  | - Hanna Rosvall - Emelie Fast - Sara Junevik - Sarah Sjöström             | 1:44,32    |
| 3     | ITA  | - Silvia Scalia - Arianna Castiglioni - Elena Di Liddo - Silvia Di Pietro | 1:44,46    |

## Ergebnisse gemischte Staffeln
4 × 50 m Freistil
| Platz | Land | Athleten                                                                         | Zeit (min) |
| ----- | ---- | -------------------------------------------------------------------------------- | ---------- |
| 1     | NED  | - Jesse Puts - Thom de Boer - Maaike de Waard - Kim Busch                        | 1:28,93    |
| 2     | ITA  | - Alessandro Miressi - Lorenzo Zazzeri - Silvia Di Pietro - Costanza Cocconcelli | 1:29,40    |
| 3     | POL  | - Paweł Juraszek - Jakub Majerski - Alicja Tchórz - Katarzyna Wasick             | 1:29,46    |

4 × 50 m Lagen
| Platz | Land | Athleten                                                                    | Zeit (min) |
| ----- | ---- | --------------------------------------------------------------------------- | ---------- |
| 1     | NED  | - Kira Toussaint - Arno Kamminga - Maaike de Waard - Thom de Boer           | 1:36,18 WR |
| 2     | ITA  | - Michele Lamberti - Nicolò Martinenghi - Elena Di Liddo - Silvia Di Pietro | 1:36,39    |
| 3     | RUS  | - Kliment Kolesnikow - Oleg Kostin - Arina Surkowa - Marija Kamenewa        | 1:36,42    |